# Ист Трој (Висконсин)
Ист Трој (енгл. East Troy) град је у америчкој савезној држави Висконсин.

## Демографија
По попису из 2010. године број становника је 4.281, што је 717 (20,1%) становника више него 2000. године.
| Група             | 2000.         | 2010.         |
| Белци             | 3.404 (95,5%) | 4.002 (93,5%) |
| Афроамериканци    | 6 (0,2%)      | 15 (0,4%)     |
| Азијати           | 19 (0,5%)     | 24 (0,6%)     |
| Хиспаноамериканци | 105 (2,9%)    | 172 (4,0%)    |
| Укупно            | 3.564         | 4.281         |